# Oswaldella laertesi
Oswaldella laertesi is een hydroïdpoliep uit de familie Kirchenpaueriidae. De poliep komt uit het geslacht Oswaldella. Oswaldella laertesi werd in 2007 voor het eerst wetenschappelijk beschreven door Peña Cantero. 